# Джон Браннер
Джон Кіліан Х'юстон Браннер (англ. John Kilian Houston Brunner; нар. 24 вересня 1934, Воллінгфорд, Англія — пом. 25 серпня 1995, Глазго, Шотландія) — британський письменник-фантаст. Його найбільш відомий роман «Зупинка на Занзібарі» (англ. «Stand on Zanzibar»), про перенаселення світу, отримав премію Г'юго в 1969 році і премію Британської асоціації наукової фантастики (англ. British Science Fiction Association).

## Біографія
Джон Браннер народився в общині Престон Кровмарш поблизу Воллінгфорда в Оксфордширі. Вчився в школі в селищі Пенгборн а згодом поступив в Челтнемський коледж. Він написав свій перший роман, «Галактичний шторм» (англ. «Galactic Storm»), в 1951 році, але активно почав займатися письменництвом в з 1958 року, особливо плідною була перша половина 60-тих. Служив офіцером в Королівських ВПС з 1953 до 1955, а в 12 липня 1958 одружився з Майорі Соєр.
В вісімдесятих його здоров'я почало погіршуватись, а в 1986 році померла дружина. В 1991 році він ще раз одружився з Лі Ю Тан. Він помер від серцевого нападу під час Всесвітнього конвенту наукової фантастики в Глазго 25 серпня 1995.

## Творчість
На перших порах він писав в жанрі космічної опери але згодом він почав випробовувати різні літературні стилі, написав декілька романів які номінувалися на різні літературні премії, зокрема романи «Повноцінна людина» і «Квадрати шахового міста». Це привело до написання роману «Зупинка на Занзібарі» в 1968, найвідомішого роману автора про проблему перенаселення Землі. Зокрема при написання цього твору він використовував стиль Джона Доса Пассоса з його «Трилогії „США“» і теорії медіа Маршалла Маклуена.
Наступним визначним романом став роман «Зазублена орбіта» (англ. «The Jagged Orbit») 1969 в якому він продовжує проблему розвитку Землі і суспільства, і розглядає США майбутнього з поширеною зброєю і насильством на расовому ґрунті. Роман «Поглянули агнці вгору» (англ. «The Sheep Look Up») описує екологічну катастрофу і наслідки від неї, зокрема продаж чистого повітря. Браннер одним з перших використав слово «хробак» для опису відповідного типу комп'ютерних вірусів в його романі «Той, що осідлав хвилю шоку» (англ. «The Shockwave Rider»), в якій він описував програмне забезпечення що відтворювало себе по мережі. Разом з романом «Зупинка на Занзібарі» ці три твори отримали спільну назву «Квартет Римського клубу», на честь організації «Римський клуб», що займалася проблемою перенаселення і видала відому доповідь «Межі зростання» (англ. «The Limits to Growth»).
Окрім фантастики Джон Браннер писав також поезію і статті, здебільшого до фанатських часописів, а також в науково-популярного журналу «New Scientist» та освітнього журналу «Physics Education». Браннер був активним членом організації «Компанія за ядерне роззброєння» (англ. Campaign for Nuclear Disarmament) і написав текст пісні «The H-Bomb's Thunder», яку використовували на анти-ядерних демонстраціях в 60-тих. Він був почесним гостем на декількох Європейських конвентах наукової фантастики (Євроконах), зокрема на першому 1972 року в місті Трієст. Під час конвенції у Глазго він і помер.
Він був сценаристом до фільму «The Terrornauts» (1967), за мотивами роману Маррі Лайнстера «Плачевний астероїд» (англ. «The Wailing Asteroid»). Також два оповідання Браннера,«Деякі проміжки часу» (англ. «Some Lapse of Time») і «Остання самотня людина» (англ. The Last Lonely Man), були адаптовані до науково-фантастичного серіалу від BBC «Out of the Unknown».

## Перекладацька діяльність
Джон Браннер також відомий як перекладач, зокрема з французької. Серед перекладів Браннера науково-фантастичний антивоєнний роман «Боги війни» французького прозаїка Жерара Клайна (фр. «Les Seigneurs de la guerre») (1970).

## Біографія

### Романи і повісті
- 1951 — «Galactic Storm» (під іменем Гілл Хант)
- 1959 — «Threshold of Eternity»
- 1959 — «The 100th Millennium»(перевидана в 1968 як «Catch a Falling Star»)
- 1959 — «Echo in the Skull» (перевидана в 1974 як «Give Warning to the World»)
- 1959 — «The World Swappers»
- 1959 — «The Brink»
- 1960 — «Slavers of Space» (перевидана в 1968 як «Into the Slave Nebula»)
- 1960 — «The Skynappers»
- 1960 — «The Atlantic Abomination»
- 1960 — «Sanctuary in the Sky»
- 1961 — «I Speak for Earth» (під ім'ям Кейс Вудкотт)
- 1961 — «Meeting at Infinity»
- 1962 — «Secret Agent of Terra» (перевидана в 1969 як «The Avengers of Carrig». Перша книга з серії «Zarathustra Refugee Planets».)
- 1962 — «The Super Barbarians»
- 1962 — «The Ladder in the Sky» (під ім'ям Кейс Вудкотт)
- 1963 — «The Dreaming Earth» (перевидана в 1961 серією «Put Down This Earth»)
- 1963 — «The Psionic Menace» (під ім'ям Кейс Вудкотт)
- 1963 — «Listen! The Stars!» (перевидана в 1972 як «The Stardroppers»)
- 1963 — «The Astronauts Must Not Land» (перевидана в 1973 як «More Things in Heaven»)
- 1963 — «The Space-Time Juggler» (також видавалася з назвою «The Wanton of Argus»)
- 1963 — «Castaways' World» (перевидана в 1974 як «Polymath». Друга книга серії «Zarathustra Refugee Planets».)
- 1963 — «The Rites of Ohe»
- 1964 — «To Conquer Chaos»
- 1964 — «Endless Shadow» (перевидана в 1982 як «Manshape»)
- 1964 — «The Whole Man» (також відома як «Telepathist»)
- 1965 — «The Martian Sphinx» (під ім'ям Кейс Вудкотт)
- 1965 — «Enigma from Tantalus»
- 1965 — «The Repairmen of Cyclops» (Третя книга серії «Zarathustra Refugee Planets».)
- 1965 — «The Altar on Asconel»
- 1965 — «The Day of the Star Cities» (перевидана в 1973 як «Age of Miracles»)
- 1965 — «The Long Result»
- 1965 — «Квадрати шахового міста» (англ. «The Squares of the City»)
- 1966 — «A Planet of Your Own»
- 1967 — «The Productions of Time»
- 1967 — «Born Under Mars»
- 1967 —  «Зибучий пісок[fr]» (англ. «Quicksand», 1967)
- 1968 — «Bedlam Planet»
- 1968 — «Зупинка на Занзібарі» (англ. «Stand on Zanzibar», 1968)
- 1969 — «The Evil That Men Do»
- 1969 — «Подвоюйся, подвоюйся» (англ. «Double, Double»)
- 1969 — «Зазублена орбіта» (англ. «The Jagged Orbit»)
- 1969 — «Timescoop»
- 1970 — «The Gaudy Shadows»
- 1971 — «The Wrong End of Time»
- 1971 — «Драматурги Єну» (англ. «The Dramaturges of Yan»)
- 1972 — «Поглянули агнці вгору» (англ. «Quicksand», 1967)  (англ. «The Sheep Look Up»)
- 1973 — «The Stone That Never Came Down»
- 1974 — «Повне затемнення» (англ. «Total Eclipse»)
- 1974 — «Web of Everywhere»
- 1975 — «Вершник на хвилі шоку[en]» (англ. «The Shockwave Rider», 1975)
- 1980 — «Інфінітив від слова Іти[en]» (англ. «The Infinitive of Go», 1980)
- 1980 — «Гравці на грі народів[en]»  (англ. «Players at the Game of People», 1980)
- 1982 — «Manshape» (перевидання повісті «„Endless Shadow“»)
- 1983 — «Тигель часу» (англ. «The Crucible of Time», 1983))
- 1984 — «Припливи часу» (англ. «The Tides of Time», 1984)
- 1987 — «The Shift Key»
- 1989 — «Діти грому» (англ. «Children of the Thunder», 1989)
- 1991 — «A Maze of Stars»
- 1993 — «Плутана Земля[en]»  (англ. «Muddle Earth», 1993)

### Збірки прозових фантастичних творів
- 1962 — «No Future in It»
- 1962 — «Times Without Number» (розширена і перевидана в 1969)
- 1965 — «Now Then!»
- 1966 — «No Other Gods But Me»
- 1967 — «Out of My Mind»
- 1968 — «Not Before Time»
- 1971 — «The Traveler in Black» (розширена і перевидана під назвою «The Compleat Traveller in Black» в 1986)
- 1972 — «From This Day Forward»
- 1972 — «Entry to Elsewhen»
- 1973 — «Time-Jump»
- 1976 — «The Book of John Brunner»
- 1976 — «Interstellar Empire» (Колекція з повісті і двох романів)
- 1980 — «Foreign Constellations»
- 1988 — «The Best of John Brunner»
- 1989 — «Victims of the Nova» (Повна серія книг «Zarathustra Refugee Planets»)
- 2013 — «The Man Who Was Secrett and Other Stories»

### Поетичні збірки
- 1970 — «Life in an Explosive Forming Press»
- 1971 — «Trip: A Sequence of Poems Through the USA»
- 1974 — «A Hastily Thrown Together Bit of Zork»
- 1978 — «Tomorrow May Be Even Worse»
- 1983 — «A New Settlement of Old Scores»

### Інші твори
- 1964 — «The Crutch of Memory»
- 1965 — «Wear the Butcher's Medal»
- 1969 — «Black Is the Color»
- 1969 — «A Plague on Both Your Causes» (також видавалась під назвою «Backlash»)
- 1970 — «The Devil's Work»
- 1971 — «Good Men Do Nothing»
- 1971 — «Honky in the Woodpile»
- 1983 — «The Great Steamboat Race»
- 1988 — «The Days of March»